# Joaquín Aguinaga
Joaquín María de Aguinaga Torrano (Alsasua, Navarra, 27 de diciembre de 1928-Madrid, 25 de noviembre de 2000) fue un ingeniero industrial y político español de centro-derecha. Fue parlamentario vasco (1980-1986), primero por Unión de Centro Democrático (UCD) y posteriormente por la coalición AP-PDP-PL.

## Carrera laboral
Natural de la localidad navarra de Alsasua. Hijo del médico Jacinto Aguinaga Munarriz, y de Felisa Torrano. Estudió la carrera de ingeniería industrial en la Escuela Técnica Superior de Ingenieros Industriales de Madrid que acabó doctorándose y dedicándose fundamentalmente a la docencia. Amplió sus estudios en la Escuela Politécnica Federal de Lausana (Suiza).
A mediados de los cincuenta se trasladó a Bilbao, donde trabaja en la empresa Isolux, centrada en instalaciones eléctricas. Allí permanece hasta 1972, compatibilizando dicho trabajo con la docencia en la Escuela Técnica Superior de Ingeniería de Bilbao en la que fue catedrático de Proyectos de Ingeniería (1970), secretario de la escuela y finalmente director de la Escuela entre 1972 y 1980. Desde ese cargo llegó a optar al rectorado de la Universidad de Bilbao en 1976, siendo considerado un candidato a medio camino entre los continuistas y los demócratas.
Fue asimismo miembro fundador de la "Asociación Española de Ingeniería de Proyectos" (Aeipro).

## Carrera política
Su carrera política se inicia durante la Transición Española.
En las elecciones al Parlamento Vasco de 1980 es cabeza de lista de la UCD por la provincia de Vizcaya, aunque el candidato oficioso a lehendakari de su formación es Jaime Mayor Oreja. Aguinaga sale elegido, siendo uno de los seis parlamentarios centristas durante la I Legislatura del Parlamento Vasco (1980-1984).
El 1 de febrero de 1983, cuando la crisis de la UCD parece ya definitiva Aguinaga pasa a formar parte del grupo mixto de la cámara vasca. La formación centrista se disolvería oficialmente solo un par de semanas después. En ese momento se produce su acercamiento al Partido Demócrata Popular (PDP), un partido democristiano escindido medio año antes de la UCD, liderado por Oscar Alzaga y coaligado en aquel momento con Alianza Popular.
Como miembro de ese partido e integrado en una coalición entre Alianza Popular, PDP y Partido Liberal se presentó a la reeelección en 1984, siendo reelegido en el cargo. Aguinaga permaneció en el cargo hasta octubre de 1986, cuando la crisis interna del PNV, partido en el Gobierno Vasco, forzó el adelanto electoral. Sin embargo unos meses antes de las elecciones desavenencias a nivel nacional entre el PDP y Alianza Popular hicieron que ambos partidos rompieran su coalición, quedándose el PDP fuera de las elecciones de 1986.
A partir de ese momento se alejó de la política de primera línea, regresando a la actividad docente, esta vez en la Escuela Técnica Superior de Ingenieros Industriales de Madrid.

## Premios
* Orden de Alfonso X el Sabio (junio de 1982)